# Sumacárcel
Sumacárcel (oficialmente en valenciano: Sumacàrcer) es un municipio de la Comunidad Valenciana, España. Perteneciente a la provincia de Valencia, en la comarca de la Ribera Alta.

## Geografía

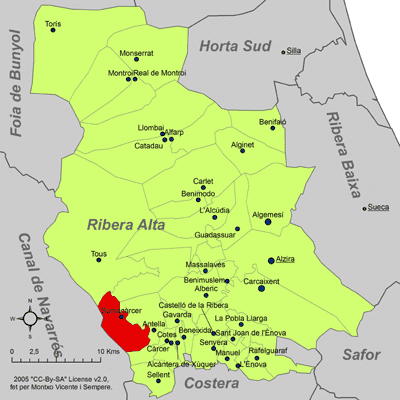
Localización en la comarca de la Ribera Alta

Se sitúa en la orilla derecha del río Júcar. El relieve se presenta bastante accidentado por los últimos escalones del enorme macizo cretácico que es la muela del Caroche, tras haber salvado la Canal de Navarrés. El río Júcar es el principal accidente geográfico y el que da vida al municipio, gracias al agua que se le extrae para el riego. La vegetación de la zona forestal está compuesta por algunos pinares y monte bajo.
Desde Valencia, se accede a esta localidad a través de la autovía A-7 que enlaza con la carretera CV-560.

### Localidades limítrofes
El término municipal de Sumacárcel limita con las siguientes localidades:
Antella, Cotes, Chella, Navarrés y Tous, todas ellas de la provincia de Valencia.

## Clima
El clima es mediterráneo típico, aunque más cálido de lo normal, sobre todo en verano. Eso hace que los inviernos no sean fríos debido a la acción suavizadora del mar Mediterráneo y a la baja altura a la que se encuentra, y los veranos son muy cálidos al igual que en pueblos de alrededor, con máximas que pueden sobrepasar los 40 °C varias veces al año. Las precipitaciones son típicas de la llanura de Valencia. Es uno de los sitios más cálidos de la Comunidad Valenciana.

## Historia
El yacimiento más antiguo del término municipal corresponde a los restos encontrados en la partida de la Senda Vedà, cuyo asentamiento humano data del Paleolítico Superior, época magdaleniense, 15000 a 9000 a. C. A los pies del castillo existen importantes restos ibéricos y un poblado de la Edad del Bronce. Restos romanos y medievales se han encontrado también en la partida del Teular.
Alquería de origen musulmán. En la primera mitad del siglo XIII daba nombre a un castillo, cuyo término, inscrito dentro del general de Játiva, englobaba las alquerías de Sueca, Benafocen, Jarquia, Ráfol, Antella, Garbía, Cárcer, Cotes, Sallent, Alcántara, Benegida y Ráfol de Benegida. A finales del siglo XIII, el castillo fue abandonado pasando su población al actual emplazamiento junto al Júcar.
El señorío perteneció a diversas familias: Próxida, Cervató, Muñoz, Quintavall, Pardo y Crespí de Valldaura, siendo esta última familia la que lo detentaría hasta su abolición. Los Valldaura eran señores también de la Alcudia de Crespins desde 1499 y de Callosa de Ensarriá desde 1761. Dentro de la familia en el siglo XVII destacaron Cristóbal Crespí de Valldaura, vicecanciller de la Corona de Aragón, y Luis y Francisco Crespí de Borja, obispos de Orihuela, Palencia y Vich.
Como anécdota histórica, desde 1890 se estableció en la localidad una congregación bautista arminiana (protestantes), proveniente de las misiones de Suecia que enviaron al pastor Juan Uhr. Este reverendo protestante contó con la ayuda de Vicente Mateu, diácono de la primera congregación bautista de Valencia. La congregación como media ha contado siempre alrededor de 40 personas adultas bautizadas a lo largo de sus 120 años de historia, lo que significa que el 2'5 % de la población pertenece a esta confesión religiosa frente al 70 % que se define como católico y al 27'5 % que se define como agnóstico o no-creyente.
Hasta la década de los sesenta del pasado siglo había una barca para cruzar el río, a la que siguió la construcción de varias pasarelas en 1960, 1965, 1983 y finalmente en 1990 un puente. Su situación estratégica a caballo entre diferentes comarcas y el hecho de que en 1431 el rey Alfonso el Magnánimo le concediera privilegio para tener barca y peaje, le convirtió históricamente en un paso estratégico en el tránsito desde tierras castellanas hasta la Ribera.

## Demografía
Sumacárcel cuenta con una población de 1042 habitantes (INE 2024).
| Gráfica de evolución demográfica de Sumacárcel entre 1842 y 2021                                                    |
| |
| Población de derecho según los censos de población del INE Población de hecho según los censos de población del INE |

## Economía
Su economía se basa principalmente en la agricultura de regadío, que acapara casi en régimen de monocultivo el naranjo. Lo quebrado del relieve hace que sólo sea cultivado el 31,7 % de la superficie total del término y que la mitad de este porcentaje esté ocupado por secano.
En riego tenemos naranjos, maíz y hortalizas para el consumo de la población. Los agrios son la base del comercio exterior. En secano se encuentran el olivo, los frutales y la vid quedando el resto para cereales de invierno. Naranjas, aceite y algarrobas son las principales cosechas. La ganadería cuenta cabezas de vacuno, lanar y un número indeterminado de aves y cerdos.
La industria está poco desarrollada y se limita a la confección de ropa infantil, fabricación de guantes de piel, aparte de la derivada de la exportación de agrios y la extracción de aceite.

## Administración y política
| Periodo   | Nombre                     | Partido         |
| --------- | -------------------------- | --------------- |
| 1979-1983 | José Ferrer Mena           | PSPV-PSOE       |
| 1983-1987 | Joaquín Picó Palazón       | PSPV-PSOE       |
| 1987-1991 | José Julián Alós Sanmartín | Independents IS |
| 1991-1995 | Lluís Pons Monfort         | UPV             |
| 1995-1999 | José Julián Alós Sanmartín | UV              |
| 1999-2003 | José Julián Alós Sanmartín | UV              |
| 2003-2007 | José María Peláez Palazón  | PSPV-PSOE       |
| 2007-2011 | Mª Consuelo Pons Pons      | GpS             |
| 2011-2015 | Txema Peláez Palazón       | PSPV-PSOE       |
| 2015-2019 | Txema Peláez Palazón       | PSPV-PSOE       |
| 2019-2023 | David Pons García          | PSPV-PSOE       |
| 2023-act. | David Pons García          | PSPV-PSOE       |

## Patrimonio
- Ruinas de Castillo. Época califal y cristiana (siglos X-XIII). En la ladera hay restos ibéricos y del Bronce.
- Iglesia parroquial. Dedicada a San Antonio Abad y a San Nicolás de Bari es una de las más monumentales de la comarca. Su construcción data de 1725 a 1750.
- Capilla del Santísimo Cristo. Capilla de los siglo XVII-XVIII con frescos de la época del pintor setabense Pascual Soto. En su interior se encuentra la Imagen del Santísimo Cristo, talla del siglo XV, y el panteón de la familia Crespí de Valldaura, Condes de Orgaz y Sumacárcer.
- Palacio de los Condes de Orgaz. Patio con arcos carpantelios del siglo XV y puerta de entrada renacentista. Restos de antiguo torreón.[cita requerida]
- Ermita del Calvario. Edificio del siglo XVIII situado en el punto más alto de un monte con magníficas vistas panorámicas de todo el valle.[cita requerida]

## Asociaciones culturales
- Unión Musical "El Júcar" de Sumacárcel

## Fiestas locales
- Fiestas Patronales. Se celebran el primer fin de semana de septiembre en honor del Santísimo Cristo de la Morera.
- Hijas de María y Monumento a la Juventud. Se celebran el último fin de semana de mayo en honor a la Inmaculada Concepción, incluyendo la "plantà" y "cremà" de una falla.
- Moros y Cristianos. Último fin de semana de agosto

## Gastronomía
- Orelletes
- Arroz al horno
- Coca amb cansalada
- Arnadí